# Estação São Caetano do Sul - Prefeito Walter Braido
A Estação São Caetano do Sul–Prefeito Walter Braido, chamada extraoficialmente apenas de São Caetano ou São Caetano do Sul, é uma estação ferroviária, pertencente à Linha 10–Turquesa da CPTM.
A estação localiza-se no centro do município de São Caetano do Sul, na Região do Grande ABC.
Após decreto estadual aprovado em janeiro de 2015, a até então chamada Estação São Caetano recebeu a atual alcunha em homenagem ao ex-prefeito do município Hermógenes Walter Braido, morto em 2008.

## Características
| Sigla | Estação                                   | Inauguração       | Integração                                           | Plataformas         | Posição    | Notas                                                 |
| ----- | ----------------------------------------- | ----------------- | ---------------------------------------------------- | ------------------- | ---------- | ----------------------------------------------------- |
| SCT   | São Caetano do Sul–Prefeito Walter Braido | 1 de maio de 1883 | Bilhete Único da SPTrans e Terminal de Ônibus Urbano | Laterais e Centrais | Superfície | Estação reconstruida pela EFSJ e reinaugurada em 1973 |

## Diagrama da estação
| 1 |

|  | ↑ a ↑ |

| 2 |

|  | ↑ b ↑ |

|  | ↓ c ↓ |

| 3 |

|  | ↓ d ↓ |

| 4 |

|  | ↕ e ↕ |

|  | ↕ f ↕ |

| 1 |

|  | ↑ a ↑ |

| 2 |

|  | ↑ b ↑ |

|  | ↓ c ↓ |

| 3 |

|  | ↓ d ↓ |

| 4 |

|  | ↕ e ↕ |

|  | ↕ f ↕ |

| 1 |

|  | ↑ a ↑ |

| 2 |

|  | ↑ b ↑ |

|  | ↓ c ↓ |

| 3 |

|  | ↓ d ↓ |

| 4 |

|  | ↕ e ↕ |

|  | ↕ f ↕ |

| 1 |

|  | ↑ a ↑ |

| 2 |

|  | ↑ b ↑ |

|  | ↓ c ↓ |

| 3 |

|  | ↓ d ↓ |

| 4 |

|  | ↕ e ↕ |

|  | ↕ f ↕ |

## Funcionamento da linha
| Linha                                    | Terminais                                       | Estações | Principais destinos                                                                                              | Duração das viagens (min) | Intervalo entre trens (min) | Funcionamento da estação                                           |
| ---------------------------------------- | ----------------------------------------------- | -------- | --- | ------------------------- | --------------------------- | ------------------------------------------------------------------ |
| 10 Turquesa                              | Jundiaí ↔ Rio Grande da Serra                   | 31       | Franco da Rocha, Caieiras, São Paulo, São Caetano do Sul, Santo André, Mauá, Ribeirão Pires, Rio Grande da Serra | 128                       | 5                           | Diariamente, das 4h00 às 0h00; Sábados, das 4h00 à 1h00 de domingo |
| 10 Turquesa (Expresso Linha 10)          | Tamanduateí ↔ Prefeito Celso Daniel–Santo André | 3        | São Caetano do Sul, Santo André                                                                                  | 9                         | 30                          | De segunda a sexta, das 6h00 às 9h30, e das 16h00 às 19h30         |
| 10 Turquesa (Expresso Educação Linha 10) | Tamanduateí ↔ Prefeito Celso Daniel–Santo André | 3        | São Caetano do Sul, Santo André                                                                                  | 9                         | 30                          | De segunda a sexta, das 22h00 às 23h00                             |
| 10 Turquesa (Expresso Linha 10+)         | Luz ↔ Prefeito Celso Daniel–Santo André         | 5        | São Caetano do Sul, Santo André                                                                                  | 20                        |                             | Aos sábados, das 7h00 às 9h00 e das 12h00 às 14h00                 |